# Triangolo di Sarra

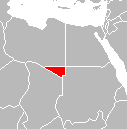
Il Triangolo di Sarra, evidenziato in rosso, con i confini moderni dei paesi circostanti.

Il Triangolo di Sarra è un territorio desertico, oggi posto nel distretto libico di Cufra, originariamente colonizzato dalla Gran Bretagna e annesso al Sudan Anglo-Egiziano. Nel 1934 fu stipulato un accordo tra il Regno Unito e il Regno d'Italia, che cedette il territorio alla Libia italiana.
La terra ospita un'oasi minore chiamata Ma'tan as-Sarra.

## Delimitazione

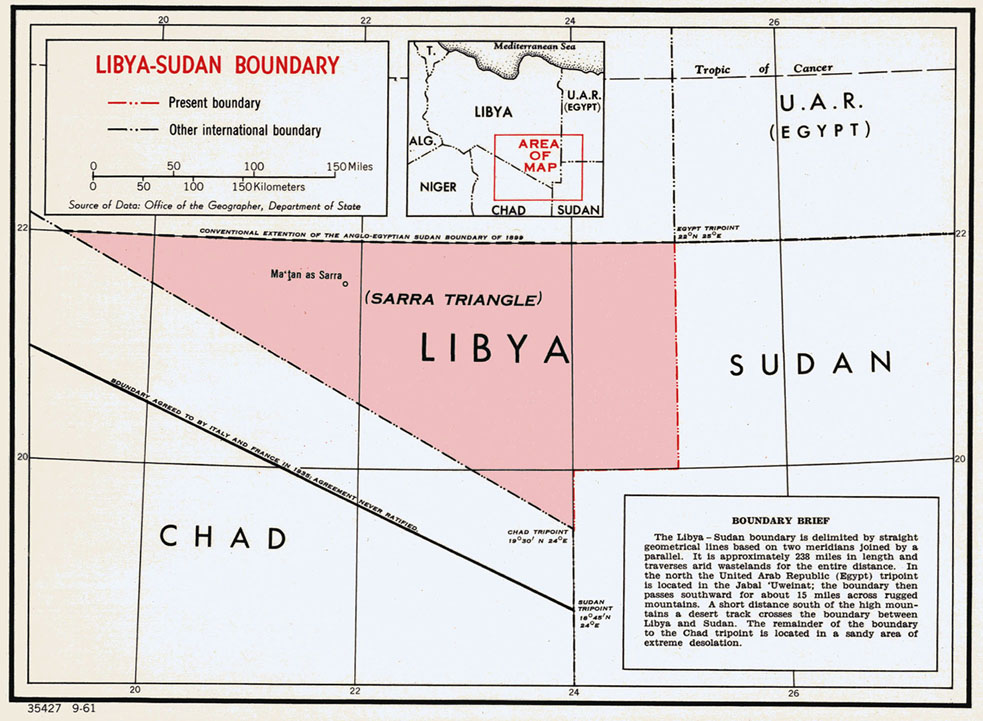
Mappa della frontiera libico-sudanese

L'angolo nord-ovest dell'allora condominio del Sudan Anglo-Egiziano formava un'area di terra triangolare con il vertice rivolto verso ovest. Quest'area di terra veniva comunemente denominata Triangolo di Sarra, così chiamato per l'ubicazione dei pozzi d'acqua del Sarra nella parte occidentale dell'area.
Il confine era delimitato sul 22º parallelo nord e venne stabilito da un accordo firmato al Cairo il 19 gennaio 1899, tra il governo della Gran Bretagna e il governo del Chedivato d'Egitto, ma senza fissare il suo limite occidentale. Tuttavia, un accordo italo-egiziano del 1925 stabilì il confine meridionale del confine tra Egitto e Libia nel punto di latitudine 22° nord e longitudine 25° est che a tutti gli effetti fissò il capolinea occidentale del confine anglo-egiziano Sudan - Egitto sul 22º parallelo allo stesso punto.
Il secondo lato del triangolo facente parte dell'odierno confine tra Ciad e Libia, fu stabilito dalla dichiarazione anglo-francese del 21 marzo 1899 e dalla convenzione anglo-francese dell'8 settembre 1919.
I negoziati formali tra Londra e Roma riguardo al confine libico-sudanese iniziarono nel novembre 1933. Il confine attuale fu stabilito da un accordo firmato a Roma il 20 luglio 1934 da uno scambio di note dei paesi coinvolti. Il confine così delineato dall'accordo rimosse il triangolo di Sarra dall'amministrazione del governo del condominio aggiungendo circa 30.000 km quadrati al territorio libico nell'area di Kufra.

## Contesto geopolitico
Nel contesto geopolitico dell'epoca la cessione del triangolo di Sarra dal Sudan Anglo-Egiziano alla Libia italiana è stata ritenuta come uno strumento di appeasement britannico a buon mercato per i tentativi imperialisti di Mussolini. Per i britannici l'area, essendo desertica, era infatti ritenuta priva di valore. Dal punto di vista italiano l'area era un punto di sosta per gli aerei che permetteva di raggiungere l'Africa orientale dalla Libia senza dover atterrare in territorio straniero; inoltre i pozzi del Sarra si trovavano sulla via carovaniera che conducevano verso le regioni centrali dell'Africa.